# Pikó Bettina
Pikó Bettina (Szeghalom, 1966. november 24. –), orvos, szociológus, pszichológus, magatartáskutató, az MTA doktora (2013, pszichológiai tudományok); a Szegedi Tudományegyetem Magatartástudományi Intézetének egyetemi tanára, az intézet Ifjúságkutató munkacsoportjának vezetője. Témavezető, törzstag és programvezető (Egészségnevelés) az SZTE Neveléstudományi Doktori Iskolában, témavezető a SE Mentális egészségtudományok Doktori Iskolában.

## Oktatási területei
Korábban: Népegészségtan, Társadalomorvostan, Epidemiológia, Introduction to Preventive Medicine, Orvosi szociológia, Medical sociology, Társadalomlélektan, Deviancia-szociológia, Mentálhigiéné, Sociology of health and health care in Hungary and Eastern Europe.
Jelenleg: Bevezetés az orvostudományba (Introduction to Medicine), Orvosi antropológia (Medical anthropology), Káros szenvedélyek magatartástudományi alapjai, Egészségszociológia, Theory of health education.

## Kutatási területei
- Magatartáskutatás (egészségmagatartás, egészségrizikó-magatartás, problémaviselkedés, betegviselkedés).
- Ifjúságkutatás (fiatalok pszichoszociális egészsége, pszichológiai jólléte, mentális zavarok, evészavarok, szabadidő-eltöltés, sportolási szokások, egyenlőtlenségek az egészségi állapotban).
- Addiktológia (kémiai és viselkedési addikciók).
- Pozitív pszichológia (védőfaktorok, reziliencia, boldogság, az élet értelmébe vetett hit, spiritualitás, konfliktusmegoldási módok).

## Életpályája
- Általános iskolai és középfokú tanulmányait Gyulán végezte, a II. sz. Általános Iskolában (1981), illetve az Erkel Ferenc Gimnáziumban (1985).
- 1991-ben általános orvosi diplomát szerzett a Szent-Györgyi Albert Orvostudományi Egyetem Általános Orvosi Karán (SZOTE).
- 1996-ban szociológusi oklevelet kapott a József Attila Tudományegyetem Bölcsészettudományi Karán (JATE).
- 1997-ben okleveles menedzseri képesítést szerzett az Euro-Contact Business School, Budapest és Open University, London kurzusa keretében, illetve társadalomorvostanból szakvizsgázott a Haynal Imre Egészségtudományi Egyetemen.
- 1999-ben nyerte el a PhD fokozatot a Semmelweis Egyetemen a Klinikai pszichológia és pszichiátria c. program (vezető: Prof. Dr. Tringer László) keretében, Kopp Mária tanítványaként.
- 2000-ben Kevin M. Fitzpatrick javaslatára meghívást kapott az Alabamai Egyetemre (UAB, University of Alabama at Birmingham), ahol vendégprofesszorként tartott kurzust Sociology of health and health care in Hungary and Eastern Europe címmel az egészségszociológiai PhD programban.
- 2005-ben habilitált a Szegedi Tudományegyetem Interdiszciplináris Doktori Iskolában, megelőző orvostan (népegészségtan) tárgykörben.
- 2013-ban nyerte el az MTA doktora (pszichológiai tudományok) címet, disszertációjának címe: Fiatalok lelki egészsége és problémaviselkedése a rizikó- és protektív elmélet, a pozitív pszichológia és a társadalomlélektan tükrében.
- 2015-től egyetemi tanár.

## Munkahelyei
- 1991-1998: Szent-Györgyi Albert Orvostudományi Egyetem, Társadalomorvostani Intézet, majd Népegészségtani Intézet, Szeged
- 1998-: Szent-Györgyi Albert Orvostudományi Egyetem, Magatartástudományi és Orvosi Pszichológiai Oktatási Csoport, majd Szegedi Tudományegyetem, Szent-Györgyi Albert Orvostudományi Kar, Magatartástudományi Intézet, Szeged

## Szakmai folyóiratok szerkesztésében való részvétel
- Mentálhigiéné és Pszichoszomatika[2]
- Kapocs[3]
- Developments in Health Sciences[4]
- Journal of Preventive Medicine and Hygiene[5]
- Frontiers in Psychology[6]

## Tudományos közleményei és szerkesztései (válogatás)

### Megjelent könyvei
- Pikó B. (2002). Egészségszociológia. Új Mandátum, Budapest.
- Pikó B. (2002). Egészségtudatosság serdülőkorban. Akadémiai Kiadó, Budapest.
- Pikó B. (2002). Fiatalok pszichoszociális egészsége és rizikómagatartása a társas támogatás tükrében. Osiris, Budapest.
- Pikó B. (szerk.) (2002). A deviáns magatartás szociológiai alapjai és megjelenési formái a modern társadalomban. JATEPress, Szeged.
- Pikó B. (2003). Kultúra, társadalom és lélektan. Akadémiai Kiadó, Budapest.
- Pikó B. (szerk.) (2005). Ifjúság, káros szenvedélyek és egészség a modern társadalomban. L’Harmattan, Budapest.
- Pikó B. (2005). Lelki egészség a modern társadalomban. Akadémiai Kiadó, Budapest.
- Pikó B. (2006). Orvosi szociológia. Medicina, Budapest.
- Pikó B., Keresztes N. (2007). Sport, lélek, egészség. Akadémiai Kiadó, Budapest.
- Pikó B. (ed.) (2009). Introduction to medicine. Basic principles of behavioral sciences and preventive medicine. Medicina, Budapest.
- Pikó B. (szerk.) (2010). Védőfaktorok nyomában. L’Harmattan, Budapest.
- Piczil Márta, Pikó Bettina (2012). Az ápolás mint hivatás - magatartástudományi elemzés. JATE Press, Szeged.
- Lázár Imre, Pikó Bettina (szerk.) (2012). Orvosi antropológia. Medicina, Budapest.

### Tíz kiemelt angol nyelvű publikációja
- Pikó, B. (2006). Burnout, role conflict, job satisfaction and psychosocial health among Hungarian health care staff. International Journal of Nursing Studies, 43, 311-318. (Q1)[7]
- Pikó, B.F., Wills, T.A., Walker, C. (2007). Motives for smoking and drinking: Gender and country differences in samples of Hungarian and US high school students. Addictive Behaviors, 32(10), 2087-2098. (Q1)[8]
- Gerrits, J., O’Hara, R.O., Pikó, B., Gibbons, F., de Ridder, D., Keresztes, N., Kamble, S.V., de Witt, J. (2010). Self-control, diet concerns and eater prototypes influence fatty foods consumption of adolescents’ in three countries. Health Education Research, 25(6), 1031-1041. (Q1)[9]
- Fitzpatrick, K.M., Choudary, W., Kearney, A., Pikó, B. (2013). Risk, Assets, and Health Behaviors Among Arkansas' Hispanic Adolescents. Hispanic Journal of Behavioral Sciences, 35(3), 428 – 447. (D1)[10]
- Dobos, B., Pikó, B. F., Kenny, D. T.  (2019). Music performance anxiety and its relationship with social phobia and dimensions of perfectionism. Research Studies in Music Education, 41(3), 310-326. (D1)[11]
- Szabó, K., Pikó, B., Fitzpatrik, K. M. (2019). Adolescents’ attitudes towards healthy eating: The role of self-control, motives and self-risk perception. Appetite, 143, 104416. (Q1)[12]
- Pikó B., Kiss, H., Wills, T.A. (2023). Smoking or smartphone addiction? The role of smoking-related motivations as mediators in youth clusters. International Journal of Mental Health and Addiction, 21, 215–223. (Q1)[13]
- Müller, V., Mellor, D., Pikó, B. (2023). How to procrastinate productively with ADHD: A study of smartphone use, depression, and other academic variables among university students with ADHD symptoms. Journal of Attention Disorders, 27(9), 951-959.  (Q1)[14]
- Hamvai, C., Kiss, H., Vörös, H., Fitzpatrick, K.M., Vargha, A., Pikó, B.F. (2023). Association between impulsivity and cognitive capacity decrease is mediated by smartphone addiction, academic procrastination, bedtime procrastination, sleep insufficiency and daytime fatigue among medical students: A path analysis. BMC Medical Education, 23, 537. (Q1)[15]
- Pikó B.F. (2024). Leisure activities, substance use and psychological health among Hungarian adolescents. Leisure/Loisir, 1–28. (Q2) [16]

## Díjak, elismerések
- Eötvös ösztöndíj (Oktatási Minisztérium, 2000).
- Bolyai János kutatási ösztöndíj (MTA, 2001-2004).
- Elige Vitam díj a kábítószer-elleni küzdelemben kifejtett tevékenységért (Szociális és munkaügyi miniszter, 2006).
- Top 10 cited papers, 2006-2008 (International Journal of Nursing Studies, 2008).
- Kiváló PhD témavezető elismerő oklevél (SZTE, 2019).
- A kutatói kiválóságlistában magyarországiként megjelölt kutatók listáján 88. hely [17]
- World’s Top Psychology Scientists: in Hungary (2023): 17/19.[18]

## Kiemelt média megjelenések
- 2001: Az amerikai álom titka, Délmagyarország, 2001. január 12 (Interjú, portré).
- 2001: Serdülők kommunikációzavarai. Telin TV, Diagnózis. 2001. február 16. (Stúdió-beszélgetés)
- 2004: Pozitív pszichológia és drogok.  INFO Rádió, 2004. október 5 (Interjú).
- 2005: Mester és tanítvány (Kopp Máriával közösen). Katolikus Rádió, 2005. május 25 10.35. (Interjú).
- 2011: Egészségben és betegségben is védőfaktor a vallás. Medical Tribune, 2011. december 15. IX. évf. 25-26. szám (interjú)
- 2014: Nők a tudományban. Portrék Szegedi Kutatókról. SZTEhetség. Szerk.: Badó Attila, Bálint Réka, Vida-Szűcs Imre. Szeged (interjú).
- 2018: Siralmas állapotban. Éva Magazin Egészség különszám, 2018./1.  50-53.o. (Interjú).
- 2024: Tudós nők – Az SZTE professzora, Pikó Bettina a kutatói világranglistán. (Portré, interjú). 2024-02-13.[19]
- 2024: „A boldogság fegyelmi kérdés” Magyar Kultúra 2024/11 (Interjú).[20]

## Képgaléria
- Prof. Pikó Bettina előadása a szegedi SZAB Székházban
- A szegedi SZAB Székház udvarán
- Magyar Tudományos Akadémia, doktori védés 2013.
- Szeged - Tisza